# Челино Атаназио
Челино Атаназио (итал. Cellino Attanasio) је насеље у Италији у округу Терамо, региону Абруцо.
Према процени из 2011. у насељу је живело 605 становника. Насеље се налази на надморској висини од 411 м.

## Становништво
Према резултатима пописа становништва 2011. у општини је живело 2.590 становника.
| 1931. | 1936. | 1951. | 1961. | 1971. | 1981. | 1991. | 2001. | 2011. |
| ----- | ----- | ----- | ----- | ----- | ----- | ----- | ----- | ----- |
| 4.515 | 4.829 | 5.537 | 5.011 | 4.127 | 3.464 | 2.936 | 2.766 | 2.590 |